# 궁수자리 세타1
궁수자리 세타1(θ1 Sgr)은 황도대의 궁수자리 방향에 있는 근접쌍성계이다. 겉보기등급은 4.37로 맨눈으로 볼 수 있다. 지구에서 보았을 때의 연주시차는 6.29 밀리초각으로 이로부터 계산한 이 별까지의 거리는 520 광년이다. 이 간격에서 세타1의 밝기는 중간에 자리잡은 성간 먼지가 일으키는 소광 요인 때문에 0.24 등급만큼 어둡게 보인다.
이 별은 단선 분광쌍성으로 두 별은 질량 중심을 원형 궤도를 그리면서 2.1일을 주기로 돌고 있다. 눈에 보이는 구성원 A는 분광형 B3 IVp의 B형 준거성이다. A의 나이는 약 3300만 년이고 1초에 73 킬로미터 속도로 회전하고 있다. 주성의 질량은 태양의 6.6 배이며 반지름은 약 5.6 배이다. 광구의 유효온도는 17900 켈빈으로 태양 광도의 2271 배에 이르는 에너지를 복사하고 있다.